# 堀田正順
堀田 正順（ほった まさなり）は、江戸時代中期の大名。下総国佐倉藩2代藩主。官位は従四位下・侍従、大蔵大輔。正俊系堀田家6代。

## 略歴
佐倉藩初代藩主・堀田正亮の六男（五男とも）として誕生した。父の死去に伴い17歳で家督相続し、大坂城代、京都所司代などを務める。寛政4年（1792年）、佐倉宮小路に佐倉学問所、温古堂（成徳書院）を開設した。これは現在の佐倉高等学校の前身とされる。長男の正功が早世したため、弟の正時が家督を相続した。
正順の代で、甲州流の兵制に斟酌を加えて御家流と称し、それにもとづいて訓練するようになった。

## 経歴
- 1745年（延享2年） - 生まれる
- 1761年（宝暦11年） - 堀田家家督相続（3月26日）
- 1774年（安永3年） - 奏者番
- 1783年（天明3年） - 寺社奉行（7月28日）
- 1787年（天明7年） - 大坂城代（4月19日）
- 1792年（寛政4年） - 京都所司代（8月27日）
- 1798年（寛政10年） - 京都所司代辞任（12月8日）
- 1805年（文化2年） - 死去、享年61

## 官位位階
- 1761年（宝暦11年） - 従五位下・相模守
- 1787年（天明7年） - 従四位下
- 1792年（寛政4年） - 侍従
- 1797年（寛政9年） - 大蔵大輔

## 系譜
- 父：堀田正亮（1712年 - 1761年）
- 母：町田氏
- 正室：能 - 松平頼恭の娘
- 生母不明の子女
  - 長男：堀田正功（1779年 - 1802年）
  - 女子：弥 - 佐竹義和正室
  - 三女：八十 - 有馬頼端正室
- 養子
  - 男子：堀田正時（1761年- 1811年） - 堀田正亮の九男